# Romà Perpinyà Grau
Romà Perpinyà Grau (Reus, 1902 - Reus, 25 de juliol de 1991) va ser un economista català. El seu cognom es troba escrit normalment Perpiñá.

## Biografia

### Primers anys
Nascut l'any 1902 a Reus, va viure tota la seva infantesa a la capital del Baix Camp. Més tard, es llicencià en Ciències econòmiques per la Universitat de Deusto, a Bilbao, i realitzà els seus estudis de doctorat a Frankfurt del Main, a Berlín, i a l'Institut d'Economia Mundial de Kiel (IfW) gràcies a una beca atorgada per la Junta d'Ampliació d'Estudis que li va permetre viatjar a Alemanya. Allà, sota la direcció del professor Liedman, va redactar la seva tesi doctoral, d'investigació dels fenòmens de concentració d'empreses: Societats de promoció d'empreses a Alemanya (1929). Després d'una llarga col·laboració amb el professor Harms, va estudiar sobre qüestions lligades amb la localització d'activitats econòmiques i, fonamentalment, amb el procés d'estructuració de tota l'activitat econòmica. També va obtenir el títol d'Intendent Mercantil per l'Escola Superior de Comerç.
Perpinyà va fundar el primer servei d'estudis econòmics d'Espanya: el Seminari d'Estudis Econòmics de CHADE, que va col·laborar amb Francesc Cambó, ja a la dècada de 1920. L'any 1952, Perpinyà digué de Cambó que: «va ser la més gran personalitat de la idea crítica en l'aspecte politicoeconòmic; és a dir, pragmàtica: fets, casos, coses, moments».

### Participació en el CEEV
Més tard, es va establir a la ciutat de València, i treballà al Centre d'Estudis Econòmics Valencians des de la seva fundació fins al 1936. L'any 1929, obtingué el càrrec de secretari tècnic, i un any després el de president. Durant el període al CEEV, analitzà l'impacte de noves variables en les economies europees, així com els processos territorials de recomposició de fluxos interns i externs. També es feu càrrec de la creació d'una oficina tècnica dotada d'informes, fitxes i estadístiques, a la vegada que d'una biblioteca econòmica, considerada com una de les millor de l'època a l'Estat. Allí va concebre i redactar La política económica española ante el memorándum Briand (1930), L'interès col·lectiu econòmic a Catalunya i València  (1932), La crisi del Priorat (1932), Memorándum sobre la política del carbón (1935) i, especialment, el seu assaig més destacat, De economía hispana (1935), publicat el 1936 en castellà (traducció de l'original en alemany), que es va reeditar el 1952 i el 1972. També exposà conferències, com ara la realitzada a Barcelona l'any 1932 amb el títol homònim al llibre que publicà el mateix any sobre la important interdependència entre l'economia de Catalunya i la del País Valencià.

### Col·laboració franquista
Després de la Guerra civil espanyola, es va establir a Madrid com a Conseller d'Economia Nacional en l'administració del govern franquista i es va dedicar a realitzar diversos estudis sobre les possessions espanyoles al golf de Guinea. També fou membre del Consell Superior d'Investigacions Científiques (CSIC) i de l'Institut d'Estudis Polítics. A partir d'aquell moment, fou professor a la Universitat Complutense de Madrid (1944-1955) i a la Pontifícia de Salamanca, on va ser el mestre de destacats economistes espanyols: Enrique Fuentes Quintana, Juan Velarde Fuertes i Ramón Tamames, entre d'altres. En 1955, va ser enviat per la Unesco al continent americà en missió cultural. En 1958, va formar part del Seminari de Comerç a Amèrica, organitzat per les Nacions Unides.
El 1945 va publicar De colonización y economía en la Guinea Española, el 1954 La Crisis de la economía liberal, Corología i el 1965 Teoria estructural y estructurante de la población de España. Origen y ocaso de las talasocracias.

### Darrers anys
Va ser investit doctor honoris causa per la Universitat de València i el 1981 guardonat, en la seva primera edició, amb el Premi Príncep d'Astúries de Ciències Socials. Romà Perpinyà va morir a Reus el 25 de juliol de 1991. La seva ciutat el va nomenar fill il·lustre.
El CRAI Biblioteca de Fons Antic de la Universitat de Barcelona conserva una desena d'obres que van formar part de la biblioteca personal de Perpinyà, així com un exemple de les marques de propietat que van identificar els seus llibres al llarg de la seva vida.

## Obres
- La política económica española ante el memorándum Briand (Madrid, 1930)
- La Moneda, medida de cambio internacional (Madrid, 1932)
- La Crisi del priorat (Barcelona, 1932)
- L'interès col·lectiu econòmic a Catalunya i València (Barcelona, 1932)
- Memorándum sobre la política del carbón (València 1935)
- De economía hispana: contribución al estudio de la constitución económica de España y de su política económica, especialmente la comercial exterior (Madrid, 1936)
- Destino hispano: el movimiento, la lucha, la nueva vida (cursillo de formación de propagandistas del Movimiento) (València, 1939)
- De colonización y economía en la Guinea Española: investigación sobre el terreno de l'estructura y sistema de Colonización en la Guinea Española (Barcelona, 1941)
- Preeconomía en la Guinea Española (Madrid, 1942)
- La economía marroquí: aportación al estudio de la economía marroquí referida especialmente a las zonas españolas. [Prólogo] (Madrid, 1943)
- De colonización africana con especial referencia a los factores económicos de Guinea... (1944) [mecanografiat]
- De colonización y economía en la Guinea Española: (misión Económica durante el segundo semestre de 1941) (Barcelona, 1945)
- De Economía Urbana: valoraciones en municipios (Madrid, 1946)
- Renta, nacional y política económica: conferència pronunciada el día 15 de noviembre de 1946 en nuestro salón de actos (Reus, 1946)
- Mano de obra africana, factor de coste colonial: investigación sobre el peso de los braceros contratados en Fernando Poo (Madrid, 1947)
- Los tres pensadores griegos sobre el fenómeno colonial (1950)
- Tà prós ti: fundamento de la Economía (Bilbao, 1951)
- De estructura económica y economía hispana (Madrid, 1952)
- La crisis de la economía liberal: del "ethos" económico al de seguridad (Madrid, 1953)
- Corología: teoría estructural y estructurante de la población de España (1900-1950) (Madrid, 1954)
- Lo económico y lo extraeconómico en la vida de los pueblos : discurso... en la Sesión inaugural del Curso 1956-57 (Barcelona, 1956)
- Corología agrícola y general económica de España: ordenación espacio-temporal de población y estructura de riqueza (Madrid, 1958)
- Corología de la población de Nicaragua (Madrid, 1959)
- Exportación y desarrollo económico (Madrid, 1960)
- Población española en 1799 y censo de riqueza en 1799 (Madrid, 1961)
- Las nuevas estructuras en el orden económico (1962)
- Madrid, dasicora, por gracia y razón: la maduración industrial madrileña, de las postas y diligencias a los expresos, en el siglo XIX (Madrid, 1963)
- El momento actual de la economía soviética, ¿mutación, evolución o anécdota? (Madrid, 1963)
- La Mesa limpia del director de empresa: lección inaugural del curso 1963-64 (Barcelona, 1963)
- Recopilación de usos, costumbres y practicas mercantiles seguidos en España (Madrid, 1964)
- La economía exterior de Iberoamerica (Madrid, 1965)
- Reflexiones sobre origen y ocaso de las Talasocracias en Grecia, Venecia e Inglaterra: su constitución natural y su política económica (Madrid, 1965)
- Tipos de estructuras de renda en la península y su dinámica en el decenio 1955-64 (1967)
- ¿El sistema monetario mundial a la deriva? (1969)
- Concepto crítico y delimitaciones espaciales en España (1969)
- La problemática de delimitación espacial o regional (1971)
- Determinantes económico políticos de los grandes espacios (Barcelona, 1973)
- De lo liberal y de los pueblos (Madrid, 1975)
- El desarrollo ¿ha mutado la economía española? (1975)
- De economía crítica (1930-1936) (València, 1982)
- ¿Crisis Económica Mundial? (1984)
- El análisis económico en España (1940-1960) (Barcelona, 1986)
- D'economia catalana i mundial: textos en català (1926-1986) (Barcelona, 1989)